# Тамбовский (Романовский район)
Тамбовский — посёлок в Романовском районе Алтайского края. Административный центр Тамбовского сельсовета.

## История
Основан в 1954 году.

## География
Уличная сеть
Центральный пер., ул. Гагарина, ул. Горького, ул. Мичурина, ул. Садовая, ул. Степная, ул. Трудовая, ул. Ульяновская, ул. Уральская, ул. Центральная, ул. Школьная

## Население
| 1997 | 1998 | 1999 | 2000 | 2001 | 2002 | 2003 |
| ---- | ---- | ---- | ---- | ---- | ---- | ---- |
| 872  | ↘862 | ↘844 | ↗884 | ↗886 | ↗911 | ↗957 |
| 2004 | 2005 | 2006 | 2007 | 2008 | 2009 | 2010 |
| ↘948 | ↘938 | ↘932 | ↗938 | ↗948 | ↗952 | ↘804 |
| 2011 | 2012 | 2013 |      |      |      |      |
| →804 | ↗816 | ↘808 |      |      |      |      |

## Инфраструктура
отделение почтовой связи села (Школьная ул, 2)
Тамбовская Средняя Общеобразовательная школа (Школьная ул, 3). Директор школы — депутат алтайского заксобрания Владимир Несин
МБДОУ Тамбовский детский сад в Тамбовском
Амбулатория (Центральная ул., 2А)
Администрация Тамбовского Сельсовета Романовского района Алтайского края (Школьная ул, 1)

## Транспорт
Подъезд к автодороге местного значения 01К-07 Алейск — Буканское.